# Diaphus aliciae
Diaphus aliciae és una espècie de peix de la família dels mictòfids i de l'ordre dels mictofiformes.

## Morfologia
- Els mascles poden assolir 6 cm de longitud total.[4]

## Hàbitat
És un peix marí d'aigües profundes que viu fins als 489 m de fondària.

## Distribució geogràfica
Es troba al Mar de la Xina Meridional.